# アメリカ南メソヂスト監督教会
アメリカ南監督メソヂスト教会(アメリカみなみかんとくメソヂストきょうかい、Methodist Episcopal Church, South、または、Methodist Episcopal Church South)は南部メソヂスト教会と呼ばれた。日本では「米国南美以教会」「南美以」とも呼ばれた。

## 歴史
1848年にケンタッキー州ルイビルで会議が開かれるまで、数年間、メソジスト監督教会の中で噴出していた奴隷制についての意見相違による分裂が原因である。この体制は、1939年にメソジスト監督教会とメソジスト・プロテスタント教会がメソジスト教会を形成するために再統合するまで続いた。後に、1968年に福音合同ブラザレン教会が、ユナイテッド・メソジスト教会を形成するために合併した。更に、神学的に保守的なMECSの会衆は、南メソジスト教会を形成した合併とは、1940年に意見を異にした。

## 日本宣教
日本へは、1886年（明治19年）に最初の宣教医J・W・ランバスが長男のW・R・ランバス夫妻と共に来日する。ランバスは神戸を拠点に広島と大分を伝道地にして宣教を始める。同年日本宣教部会（南美以教会）が設立された。
さらに、関西、広島、四国、大分などに宣教師を派遣し、伝道を拡大した。1887年（明治20年）に広島女学院、1889年（明治22年）に関西学院を設立した。
1892年（明治25年）に日本年会が組織されて、南美以教会と呼ばれていた。1907年（明治40年）に、米国メソジスト監督教会、カナダ・メソヂスト監督教会と合同して、日本メソジスト教会を形成した。

## 著名人
- 釘宮辰生